# Ханџар

Ханџар је двосекли оријентални нож са валовито завинутом оштрицом. Има богато украшену ручку. У поједностављеном значењу ханџар је закривљена бојна сабља.
У овим крајевима, осим као хладно оружје ханџар је део фолклора у муслиманским кућама (код Бошњака и код Албанаца) као део турског наслеђа.